# Оберлига (ГДР)
Оберлигата е първенството на ГДР по футбол. То съществува от 1949 до 1990 година.

## История
Първото първенство на ГДР е през 1949 година, а на следващия сезон се присъединяват и отборите от Берлин, които са напуснали градския шампионат. Първоначално шампионатът носи името ДС Лига и включва 14 отбора. През 1950/51 г. получава името „Оберлига“. На следващия сезон отборите са увеличени на 19, а през 1954 г. отново са 14. Последните 2 отбора изпадат.
Най-много титли на страната е печелил Динамо Берлин - 10. Те са спечелени в периода 1978-1988. Вторият най-титулуван отбор е Динамо Дрезден. Те са печелели Оберлигата 8 пъти.

## Разформироване на Оберлигата
През 1991, след обединението на Германия, първенството на ГДР е разформировано, а отборите от Оберлигата са разпределени в дивизиите на ФРГ.

### В Първа Бундеслига
- Ханза Рощок
- Динамо Дрезден

### Във Втора Бундеслига
- Щал Брандербург(север)
- Карл Цайс Йена(юг)
- ФК Кемницер(юг)
- Локомотиве Лайпциг(юг)
- Рот-Вайс Ефурт(юг)
- ФК Халешер(юг)

### В Регионаллигата
- Динамо Берлин(север)
- Виктория Франкфурт(север)
- ФК Щал Айзенхютенщат(север)
- ФК Магдербург(център)
- Енерги Котбус(център)
- Заксен Лайпциг(юг)